# Haramaki

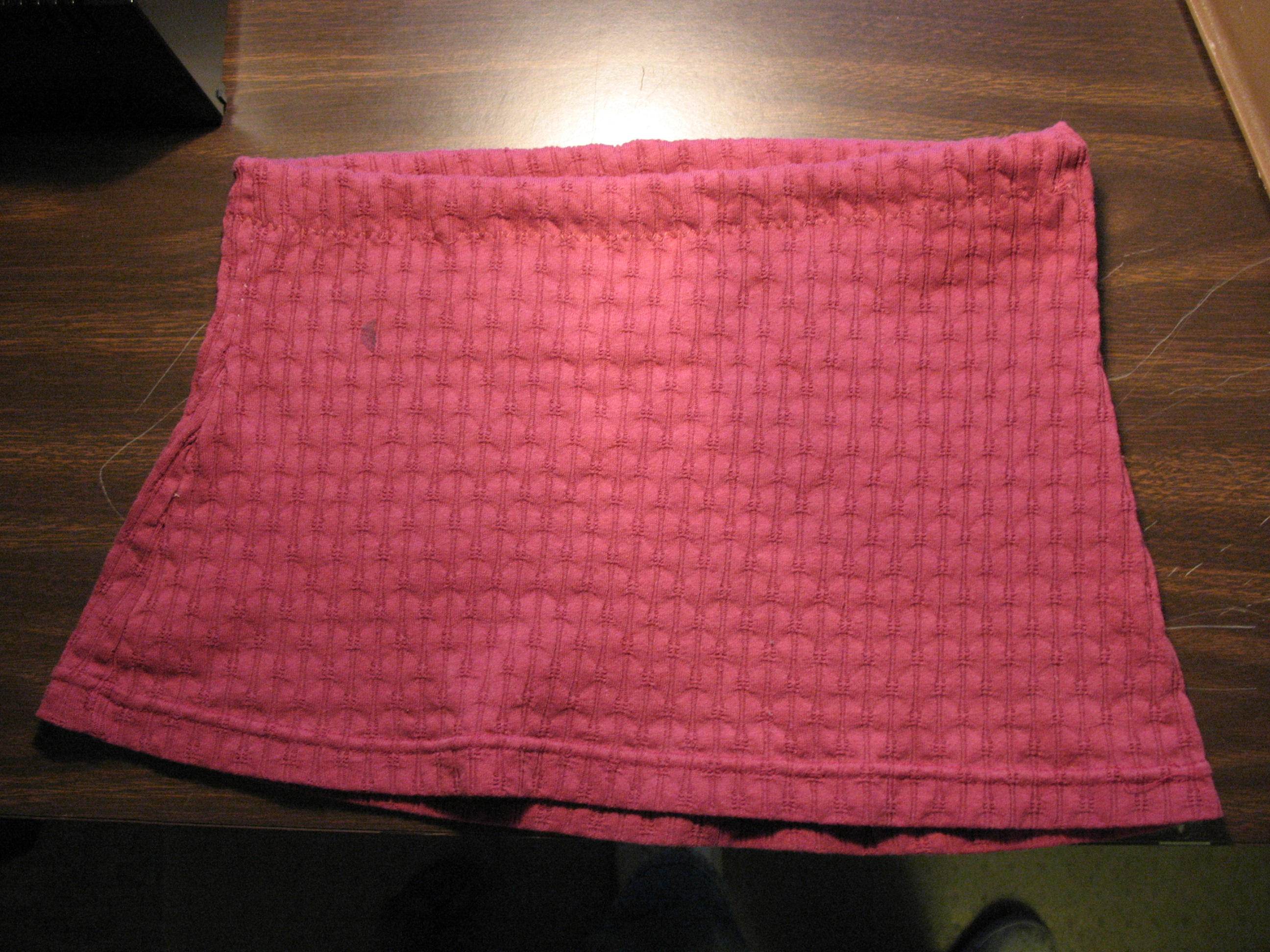
ceinture moderne haramaki

Le haramaki (腹巻) est une large ceinture rembourrée japonaise, qui est portée autour du bas de l'abdomen, dans le but de garder le ventre au chaud. Cette ceinture est particulièrement portée par les femmes enceintes.
Le haramaki tire ses origines dans la période Sengoku. C'était le nom d'une sorte de cuirasse principalement utilisée par des samouraïs fantassins de rang inférieur, puisque les samouraïs de haut rang préféraient combattre à cheval.
Le haramaki était plaqué contre le torse puis attaché dans le dos du fantassin, par opposition aux autres armures japonaises qui s'enfilent généralement sur le flanc. Une plaque supplémentaire couvrait ce point faible, et on l’appelait okubyō no ita (« la plaque des couards ») car en théorie, le vrai samouraï n'en avait nul besoin, à moins de montrer son dos à l'ennemi.
C'est cette tradition en quête du bushi idéal qui conduisit le Shinsen gumi à intégrer la peine capitale dans son règlement intérieur pour ceux de ses membres qui se faisaient blesser au dos lors des combats.